# Prix e.o.plauen
Le prix e.o.plauen (allemand : e.o.plauen Preis) et le prix d'encouragement e.o.plauen (allemand : e.o.plauen Förderpreis) sont deux prix allemand triennaux remis depuis 1995 et 1997 à des dessinateurs ou des auteurs de bande dessinée en hommage à e.o.plauen (1903-1944), auteur de la bande dessinée humoristique Vater und Sohn, par la société e.o.plauen (allemand : e.o.plauen-Gesellschaft) et la ville de Plauen.
Le premier, doté d'un trophée et de 5 000 €, récompense un dessinateur pour l'ensemble de son œuvre. Le second, doté d'un trophée en argent et de 2 500 €, récompense un dessinateur ou une dessinatrice en début de carrière.

## Lauréat

### Prix e.o.plauen[1]
| Année | Lauréat               | Pays                         | Date      |
| ----- | --------------------- | ---------------------------- | --------- |
| 1995  | F. K. Waechter        | Allemagne                    | 1937-2005 |
| 1999  | Paul Flora (de)       | Autriche                     | 1922-2009 |
| 2002  | Robert Gernhardt      | Allemagne                    | 1937-2006 |
| 2005  | Tomi Ungerer          | France                       | 1931-2019 |
| 2008  | Jean-Jacques Sempé    | France                       | 1932-2022 |
| 2011  | Ivan Steiger (de)     | Allemagne République tchèque | 1939-     |
| 2014  | Wolf Erlbruch         | Allemagne                    | 1948-2022 |
| 2017  | Barbara Henniger (de) | Allemagne                    | 1938-     |
| 2020  | Michael Sowa (de)     | Allemagne                    | 1945-     |
| 2023  | Isabel Kreitz         | Allemagne                    | 1967-     |

### Prix d'encouragement e.o.plauen[2]
| Année | Lauréat              | Pays                    | Date  |
| ----- | -------------------- | ----------------------- | ----- |
| 1997  | Anke Feuchtenberger  | Allemagne               | 1963- |
| 2002  | Volker Schlecht      | Allemagne               | 1968- |
| 2005  | Frank Hoppmann (de)  | Allemagne               | 1975- |
| 2007  | Jens Harder          | Allemagne               | 1970- |
| 2010  | Line Hoven           | Allemagne               | 1977- |
| 2013  | Renate Wacker        | Allemagne               | 1977- |
| 2016  | Anna Haifisch (de)   | Allemagne               | 1986- |
| 2019  | Lina Ehrentraut (de) | Allemagne               | 1993- |
| 2022  | Sumi Rho             | Corée du Sud/ Allemagne | 1986- |